# Бургав-Каау, Абрахам
Абрахам Бургав-Каау (1715—1758) — профессор анатомии и физиологии петербургской академии наук.
Младший брат Германа Бургав-Каау. Медицинское образование получил в Лейдене под руководством знаменитых профессоров и своего дяди, Германа Бургава. Доктором медицины признан за диссертацию: «De scirrho».
Произнесенная на латинском языке речь: «De gaudiis alchimistarum», доставила ему звание члена Императорской академии наук. По рекомендации своего брата в 1746 г. был определен врачом при Адмиралтейском госпитале, а после смерти знаменитого Вейтбрехта занял при академии кафедру анатомии и физиологии. Многочисленные, написанные прекрасным латинским языком сочинения его доказывают, что Бургав был одним из образованнейших и трудолюбивейших врачей своего времени. Несмотря на глухоту, Бургав имел в столице отличную практику.